# Ethel Soliven-Timbol
Ethel Soliven-Timbol (22 januari 1940 - Taguig, 6 september 2020) was een Filipijns journalist en redacteur. 

## Biografie
Ethel Soliven-Timbol werd geboren op 22 januari 1940. Ze was het negende kind van Palagia Villaflor en Benito Soliven, voormalig afgevaardigde in de Filipijnse Assemblee. Ze was de jongste zus van journalist en uitgever van de Philippine Star Max Soliven. Soliven-Timbol voltooide haar middelbare schoolopleiding aan St. Theresa's College in Manilla en volgde aansluitend nog twee jaar hoger onderwijs aan datzelfde College voor ze verhuisde naar New York, waar ze haar Bachelor-diploma Engels en kinderpsychologie behaalde aan het College of Mount Saint Vincent in Riverdale. 
Timbol begon in 1960 met haar werk als journalist bij de Manila Bulletin. Ze begon als misdaadverslaggever. Later schreef ze artikelen over onderwijs, handel en industrie, maar ook over de verkiezingszaken. Daarnaast was ze redacteur van een speciale jeugdpagina in de krant. In de jaren '70 en '80 schreef ze regelmatig artikelen voor de voorpagina.
Vanaf 1976 was Timbol redacteur van de Life & Leisure en Sunday Leisure secties in de krant. Daarnaast schreef ze columns, zoals de twee wekelijkse High Society column Pacesetters en de wekelijkse column Consumers Obervations Post die ze samen schreef met Deedee Sytangco. In 2007 stopte ze haar werk voor Manila Bulletin.
Timbol overleed in 2020 op 80 jarige leeftijd in St. Luke's Medical Center. Ze was getrouwd met Sixto Timbol en samen kregen ze vier kinderen.